# 吉尔德伍德站
僑活站是位於加拿大安大略省多倫多的一個GO運輸火車站。 它位於士嘉堡僑活社區的京士頓道。該站位於加拿大國家鐵路京士頓線，也是湖濱東線的一個停靠站，亦是維亞鐵路從多倫多到渥太華和滿地可的城际走廊列車服务的停靠站。

## 歷史
該站於1967年4月4日由加拿大國家鐵路公司建成啟用，GO運輸服務則於一個月後開通，城際服務則於1979年被轉移予維亞鐵路。該站位於大幹線鐵路的萬錦道路口以東，艾靈頓道以北

该站長期以來一直是多倫多的次要城際火車站，為維亞鐵路乘客提供了多倫多聯合車站以外的第二個選擇。

## 連接交通
多倫多公車局營運的86號士嘉堡巴士線及其所有支線皆停靠於京士頓道和施萊迪道 (Celeste Drive) 交界，距離月台約225米。該路線來往位於地鐵2號線上的堅尼地站和多倫多動物園。乘客也可以在該站乘搭只限繁忙時間營運的12D號京士頓道巴士線。該線來往地鐵2號線的維多利亞公園站和多倫多大學士嘉堡校區。905號艾靈頓東快車和986士嘉堡快車皆停靠此站，兩條線同樣以堅尼地站為西端總站，905以多倫多大學士嘉堡校區為東端總站，986則以Meadowvale Loop為東端總站。 